# 마녀 배달부 키키 (2014년 영화)
《마녀 배달부 키키》(일본어: 魔女の宅急便)는 2014년 일본의 판타지 영화이다. 가도노 에이코의 아동 소설 《마녀 배달부 키키》를 영화화한 작품으로, 원작의 1~2권 내용을 옮겼다. 시미즈 다카시 감독이 연출했고, 코시바 후카, 오노 마치코, 히라타 료헤이가 출연했다.
지브리 애니메이션 영화 《마녀 배달부 키키》와는 원작이 같을 뿐 직접적인 관련은 없다.

## 출연진
- 코시바 후카 - 키키
  - 노무라 고토노하 - 키키(0세)
  - 요코미조 나호 - 키키(3세)
  - 하라 스즈코 - 키키(6세)
- 히라타 료헤이 - 톤보
- 오노 마치코 - 오소노
- 야마모토 히로시 - 후쿠오
- 요시다 요 - 스미레
- 아라이 히로후미 - 나즈루
- 시가 고타로 - 원장
- 분 요세이 - 모리오
- 돤원닝 - 앗치
- 코토부키 미나코 - 지지(목소리 출연)

원작자인 가도노 에이코가 내레이션을 맡았으며, 빵을 받는 손님 중 한 명으로 카메오 출연하기도 했다.